# Championnat d'Équateur de football 1967
Navigation
Saison précédente Saison suivante
La saison 1967 du Championnat d'Équateur de football est la 9e édition du championnat de première division en Équateur. Les dix meilleurs clubs équatoriens se retrouvent au sein d'une poule unique où ils affrontent tous leurs adversaires deux fois au cours de la saison, à domicile et à l'extérieur. Cette édition est la première à être disputée comme un championnat national et non plus comme une phase finale avec des équipes issues de qualifications régionales. Avec la création de la Segunda División cette année, un système de promotion-relégation est également mis en place : les deux derniers du classement sont relégués et remplacés par les quatre meilleures équipes de deuxième division pour faire passer le championnat de 10 à 12 équipes.
C'est le Club Deportivo El Nacional qui remporte la compétition après avoir terminé en tête du classement final, avec deux points d'avance sur le Club Sport Emelec et sept sur un duo composé du tenant du titre, le Barcelona Sporting Club et de l'América de Quito. C'est le tout premier titre de champion de l'histoire du club.

## Les clubs participants
| - Club Sport Emelec - Barcelona Sporting Club - Club Social y Deportivo Macara - Club Deportivo El Nacional - Manta Sport Club | - Club Sport Patria - América de Quito - LDU Quito - Deportivo Español Guayaquil - Club Deportivo Politécnico |

## Compétition

### Classement
Le barème utilisé pour établir le classement est le suivant :
- Victoire : 2 points
- Match nul : 1 point
- Défaite : 0 point

| Rang | Équipe                         | Pts | J  | G  | N | P  | Bp | Bc | Diff |
| ---- | ------------------------------ | --- | -- | -- | - | -- | -- | -- | ---- |
| 1    | Club Deportivo El Nacional     | 26  | 18 | 12 | 2 | 4  | 34 | 17 | +17  |
| 2    | Club Sport Emelec              | 24  | 18 | 9  | 6 | 3  | 26 | 16 | +10  |
| 3    | Barcelona Sporting Club T      | 19  | 18 | 7  | 5 | 6  | 21 | 21 | 0    |
| 4    | América de Quito               | 19  | 18 | 8  | 3 | 7  | 19 | 19 | 0    |
| 5    | LDU Quito                      | 18  | 18 | 8  | 2 | 8  | 29 | 23 | +6   |
| 6    | Club Deportivo Politécnico     | 16  | 18 | 5  | 6 | 7  | 20 | 24 | -4   |
| 7    | Club Social y Deportivo Macara | 16  | 18 | 5  | 6 | 7  | 19 | 25 | -6   |
| 8    | Club Sport Patria              | 15  | 18 | 4  | 7 | 7  | 16 | 20 | -4   |
| 9    | Manta Sport Club               | 15  | 18 | 5  | 5 | 8  | 22 | 28 | -6   |
| 10   | Deportivo Español Guayaquil    | 12  | 18 | 4  | 4 | 10 | 15 | 28 | -13  |

|  | Qualification pour la Copa Libertadores 1968 |
|  | Participation au barrage de relégation       |
|  | Relégation directe en Segunda División       |
|  | T : Tenant du titre                          |

### Matchs
| Résultats (▼dom., ►ext.)       | AMQ | BAR | NAC | EME | ESP | LDQ | MAC | MAN | PAT | POL |
| América de Quito               |     | 1-0 | 2-0 | 0-1 | 0-0 | 0-1 | 2-0 | 2-1 | 2-1 | 1-1 |
| Barcelona Sporting Club        | 1-0 |     | 2-1 | 1-0 | 1-1 | 1-0 | 2-0 | 2-1 | 0-0 | 4-0 |
| Club Deportivo El Nacional     | 3-0 | 4-0 |     | 2-1 | 1-0 | 2-1 | 1-0 | 5-1 | 2-0 | 0-0 |
| Club Sport Emelec              | 2-1 | 1-1 | 0-0 |     | 5-1 | 1-0 | 2-2 | 2-1 | 2-0 | 1-0 |
| Deportivo Español Guayaquil    | 1-2 | 2-2 | 1-2 | 0-1 |     | 0-1 | 2-0 | 0-0 | 1-0 | 1-0 |
| LDU Quito                      | 3-1 | 3-1 | 3-1 | 2-1 | 4-0 |     | 2-3 | 2-1 | 1-1 | 1-1 |
| Club Social y Deportivo Macara | 0-1 | 1-1 | 2-1 | 1-1 | 1-2 | 1-0 |     | 1-1 | 1-1 | 2-1 |
| Manta Sport Club               | 2-1 | 2-1 | 1-2 | 2-2 | 3-2 | 3-2 | 3-1 |     | 0-2 | 0-0 |
| Club Sport Patria              | 1-1 | 2-0 | 0-2 | 1-1 | 3-1 | 2-1 | 1-2 | 0-0 |     | 1-1 |
| Club Deportivo Politécnico     | 1-2 | 2-1 | 3-5 | 1-2 | 2-0 | 3-2 | 1-1 | 1-0 | 2-0 |     |

#### Barrage de relégation
| Équipe 1         | Résultat | Équipe 2          |
| ---------------- | -------- | ----------------- |
| Manta Sport Club | 2 - 1    | Club Sport Patria |

## Bilan de la saison
| Championnat d'Équateur de football 1967 |                                        |
| Champion                                | Club Deportivo El Nacional (1er titre) |
| Qualifications continentales            |                                        |
| Copa Libertadores 1968                  | Club Deportivo El Nacional             |
| Copa Libertadores 1968                  | Club Sport Emelec                      |
| Promotions et relégations               |                                        |
| Promus en Primera División              | Estibadores Navales                    |
| Promus en Primera División              | Club Deportivo Everest                 |
| Promus en Primera División              | Sociedad Deportiva Aucas               |
| Promus en Primera División              | Deportivo Quito                        |
| Relégués en Segunda División            | Club Sport Patria                      |
| Relégués en Segunda División            | Deportivo Español Guayaquil            |